# Estrecho de Wetar
El estrecho de Wetar (en indonesio: Selat Wetar; en portugués: Estreito de Wetar) es un estrecho marino del Sudeste Asiático localizado en el grupo de las islas menores de la Sonda, que separa la isla de Wetar de la parte oriental de la isla de Timor (separa, por tanto, Indonesia, al norte, y Timor Oriental, al sur).
El estrecho está en el grupo de islas que separan los océanos Índico y Pacífico, concretamente entre el mar de Timor, al este, y el mar de Banda, al oeste. Más al oeste, se encuentra la isla de Atauro, y, más allá, el estrecho de Ombai, que comunica con el mar de Savu. En su parte central el estrecho tiene unos 36 km de diámetro.